# モンスターズ・オブ・ロック 1992
『モンスターズ・オブ・ロック 1992』（原題：Live at Donington）は、アイアン・メイデンが1992年に録音・1993年に発表したライヴ・アルバム。

## 解説
1992年8月22日にキャッスル・ドニントンで行われたロック・フェスティバル「モンスターズ・オブ・ロック」に、ヘッドライナーとして出演した際の演奏を収録。アンコールで演奏された「ランニング・フリー」には、1990年にバンドを脱退したエイドリアン・スミスがゲスト参加している。
オリジナル・ジャケットは、白地にバンドのロゴ、タイトル、公演年月日を記したデザインだったが、再発盤ではマーク・ウィルキンソンが描いたジャケットに変更された。また、オリジナル盤・再発盤ともに収録曲は20曲だが、ディスク1とディスク2の収録曲の配分が変わっている（曲順は変更なし）。

## 収録曲
特記なき楽曲はスティーヴ・ハリス作。

### ディスク1
1. ビー・クイック・オア・ビー・デッド - Be Quick or Be Dead (Bruce Dickinson, Janick Gers) – 3:52
2. 魔力の刻印 - The Number of the Beast – 4:53
3. ラスチャイルド - Wrathchild – 2:54
4. フロム・ヒア・トゥ・エタニティ - From Here to Eternity – 4:44
5. キャン・アイ・プレイ・ウィズ・マッドネス - Can I Play with Madness (B. Dickinson, Adrian Smith, Steve Harris) – 3:33
6. ウェイスティング・ラヴ - Wasting Love (B. Dickinson, J. Gers) – 5:36
7. テイルガナー - Tailgunner (B. Dickinson, S. Harris) – 4:07
8. ジ・イーヴル・ザット・メン・ドゥ - The Evil That Men Do (B. Dickinson, A. Smith, S. Harris) – 7:58
9. 殺戮の恐怖 - Afraid to Shoot Strangers – 6:52
10. フィア・オブ・ザ・ダーク - Fear of the Dark – 7:11
11. ブリング・ユア・ドーター - Bring Your Daughter...to the Slaughter (B. Dickinson) – 6:16
12. 透視能力者 - The Clairvoyant – 4:22
13. ヘヴン・キャン・ウェイト - Heaven Can Wait – 7:20
14. 誇り高き戦い - Run to the Hills – 3:55

### ディスク2
1. 悪夢の最終兵器（絶滅2分前） - 2 Minutes to Midnight (B. Dickinson, A. Smith) – 5:38
2. 鋼鉄の処女 - Iron Maiden – 8:14
3. 審判の日 - Hallowed Be Thy Name – 7:27
4. 明日なき戦い - The Trooper – 3:52
5. 聖地へ - Sanctuary (Iron Maiden) – 5:18
6. ランニング・フリー - Running Free (Paul Di'Anno, S. Harris) – 7:54

オリジナルCDでは、ディスク1とディスク2に10曲ずつ収録されていた。

## 参加ミュージシャン
- スティーヴ・ハリス - ベース
- ブルース・ディッキンソン - ボーカル
- デイヴ・マーレイ - ギター
- ヤニック・ガーズ - ギター
- ニコ・マクブレイン - ドラムス

ゲスト・ミュージシャン
- マイケル・ケニー - キーボード
- エイドリアン・スミス - ギター (on "Running Free")